# Rhodocaloribacter
Rhodocaloribacter es un género de bacterias gramnegativas de la familia Rhodothermaceae. Actualmente (2023) sólo consta de una especie: Rhodocaloribacter litoris. Fue descrito en el año 2021. Su etimología hace referencia a bacilo termófilo. El nombre de la especie hace referencia a litoral. Es aerobia, quimioorganotrófica y termófila. Las células miden 0,5 μm de ancho y 1-6 μm de largo. Forma colonias rojas en agar MA tras 4 días de incubación a 55 °C. Temperatura de crecimiento entre 40-65 °C, óptima de 60 °C. Catalasa y oxidasa positivas. Tiene un contenido de G+C de 67,3%. Se ha aislado en fuentes termales marinas de Islandia. 